# Pseudacris
Pseudacris é um gênero de anfíbios da família Hylidae.
As seguintes espécies são reconhecidas:
- Pseudacris brachyphona (Cope, 1889)
- Pseudacris brimleyi Brandt & Walker, 1933
- Pseudacris cadaverina (Cope, 1866)
- Pseudacris clarkii (Baird, 1854)
- Pseudacris crucifer (Wied-Neuwied, 1838)
- Pseudacris feriarum (Baird, 1854)
- Pseudacris fouquettei Lemmon, Lemmon, Collins & Cannatella, 2008
- Pseudacris hypochondriaca (Hallowell, 1854)
- Pseudacris illinoensis Smith, 1951
- Pseudacris kalmi Harper, 1955
- Pseudacris maculata (Agassiz, 1850)
- Pseudacris nigrita (LeConte, 1825)
- Pseudacris ocularis (Bosc & Daudin in Sonnini de Manoncourt & Latreille, 1801)
- Pseudacris ornata (Holbrook, 1836)
- Pseudacris regilla (Baird & Girard, 1852)
- Pseudacris sierra (Jameson, Mackey & Richmond, 1966)
- Pseudacris streckeri Wright & Wright, 1933
- Pseudacris triseriata (Wied-Neuwied, 1838)